# Есмінці типу «Новик»
Ескадрені міноносці типу «Новик» — перші російські есмінці з паровими турбінними двигунами.
Будувалися у 1912—1917 роках. Перебували на озброєнні Російського Імператорського флоту, Морських сил СРСР і Військово-морського Флоту СРСР, до середини 1950-х років.

Есмінці цього типу будувалися трьома серіями, котрі у свою чергу ділилися на типи (підтипи): «Зухвалий», «Щасливий», «Орфей» (1-я серія), «Лейтенант Ільїн», «Гавриїл», «Ізяслав», «Гогланд» (2-а серія), «ушаковські» (3-я серія). Всього було побудовано 30 кораблів, включаючи і передсерійний «Новик». Крім них, ще 28 кораблів станом на 1917 рік перебували на корабельнях у різному ступені готовності. 

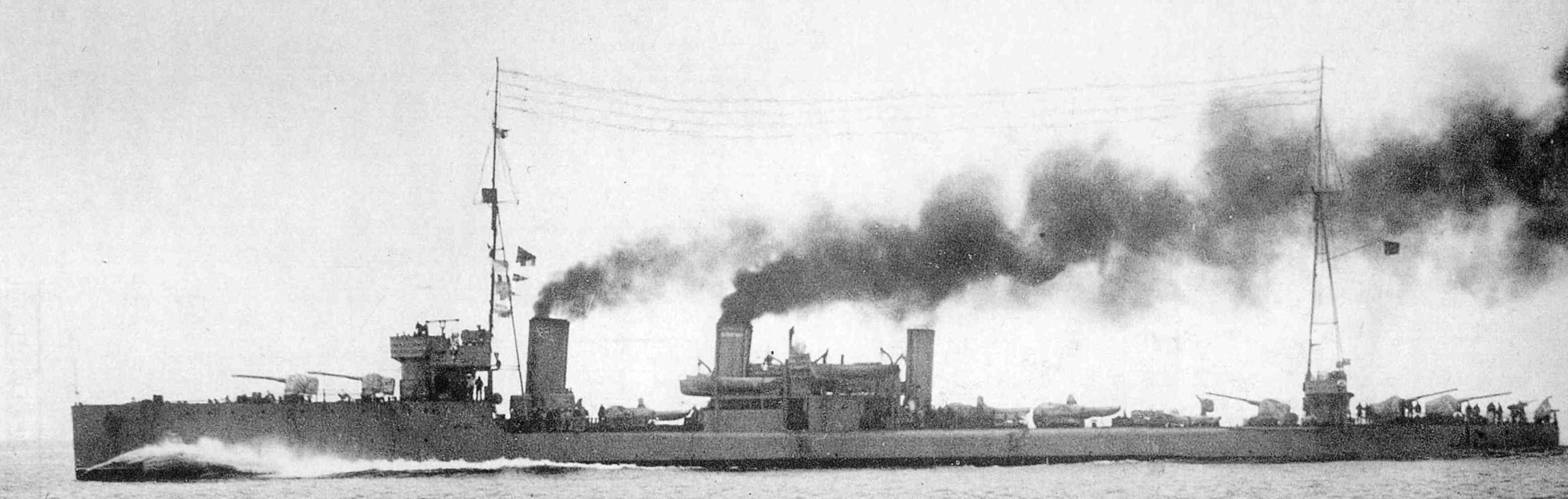
Есмінець «Калінін» на ходу